# Schlacht von Stiklestad

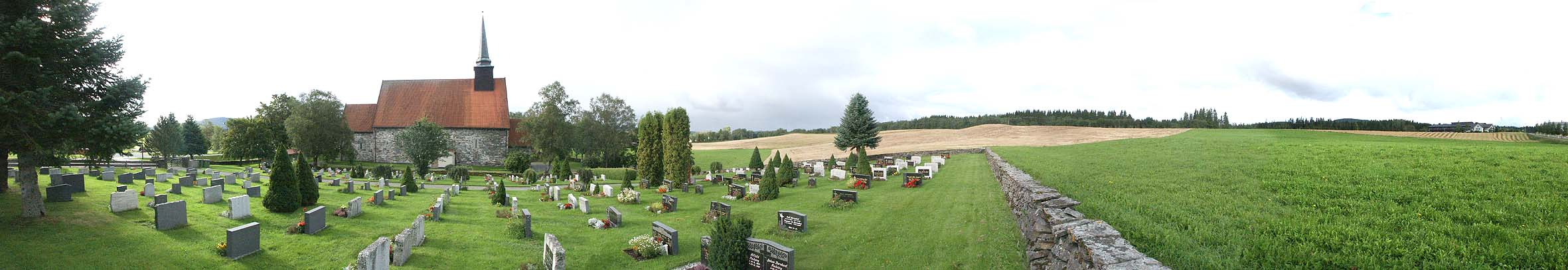
Der Ort der Schlacht

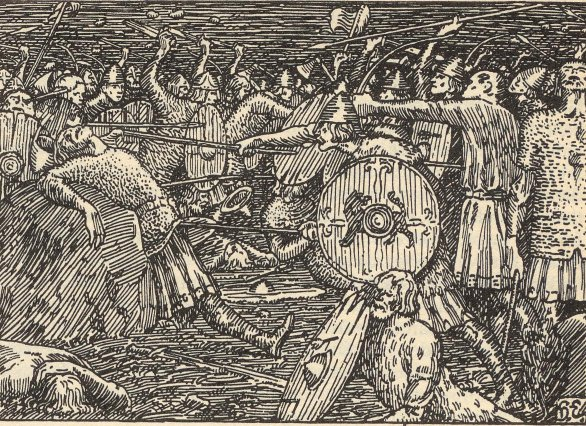
Tod St. Olavs von Halvdan Egedius. Die Darstellung folgt einem traditionellen Schema der norwegischen Kunst, das auf die Beschreibung in Snorri Sturlusons Heimskringla zurückgeht.

Die Schlacht von Stiklestad am 29. Juli 1030 bei dem kleinen Ort Stiklestad in der Gemeinde Verdal (Trøndelag, etwa 90 km nördlich von Trondheim) besiegelte endgültig die vollständige Christianisierung und die Reichswerdung Norwegens. Sie gehört zu den bekanntesten Schlachten der norwegischen Geschichte.

## Hintergrund
Bis 1028 war der Christ Olav II. Haraldsson König von Norwegen. Etwa im Jahr 1020 hatte er das Christentum zur offiziellen Religion Norwegens erklärt. Da es jedoch wegen der Zwangschristianisierung zu Verwerfungen mit den aufbegehrenden Adligen kam, suchten viele Zuflucht beim dänisch-englischen König Knut dem Großen. Dieser landete im Jahr 1028 mit einer Flotte von 50 Schiffen in Norwegen und er setzte Håkon Eiriksson als Jarl ein. König Olav hingegen floh zunächst nach Schweden und später in die Gegend um Weliki Nowgorod.

## Schlacht
Nachdem der eingesetzte Jarl Håkon Eiriksson im Jahr 1029 ertrunken war, war Norwegen führerlos geworden und Olav Haraldsson sah deshalb die Chance, wieder König werden zu können. Er ließ seinen Sohn Magnus am Fürstenhof in Nowgorod zurück und formierte auf seiner Reise durch Schweden ein christliches Heer. Mit diesem zog er in Trøndelag ein und traf in Verdal auf ein Bauernheer, das vermutlich doppelt so stark und mutmaßlich ebenfalls mehrheitlich christlich war. Der isländische Historiker Snorri Sturluson gab etwa 200 Jahre später die Armeegrößen mit 3600 zu 7000 Männern an. Mittlerweile wird jedoch von Forschern vermutet, dass diese Zahlen zu hoch angesetzt sind und es sich eher um wenige Hunderte Teilnehmer handelte.
Olav fiel in der Schlacht und die Bauernarmee ging siegreich hervor. Olavs Leiche wurde nach Nidaros, heute Trondheim, gebracht. Da es angeblich zu einer Reihe von Wundern gekommen war, wurde Olav schon 1035 heiliggesprochen und er wird deshalb fortan auch Sankt Olav genannt.

## Nachwirken
Durch Olav Haraldssons Tod wurde ganz Norwegen Teil des dänischen Reiches. Nach dem Tod von Knut dem Großen im Jahr 1035 begann das Anglo-Skandinavische Reich jedoch zu zerfallen und die Adligen, die zuvor zu Knut dem Großen übergegangen waren, wendeten sich vom dänischen Königshaus ab. Stattdessen setzten sie Olavs Sohn Magnus als neuen König von Norwegen ein, den sie dafür aus Nowgorod holten.
Die Schlacht steht heute für die Einführung des Christentums in Norwegen. Die Bedeutung der Schlacht wurde von nachfolgenden Generationen, insbesondere im 19. und 20. Jahrhundert, symbolhaft überhöht, indem mit ihr der Gedanke einer einheitlichen norwegischen Nation verbunden wurde.
Der zur Zeit der Schlacht erst fünfzehnjährige Harald, der Halbbruder Olavs, überlebte die Schlacht und entkam nach Schweden. Er sollte nach 17 abenteuerlichen Jahren, in Nowgorod und Byzanz, zurückkehren und den norwegischen Thron besteigen. Er ging als Harald der Harte in die Geschichte ein.

## Sonstiges
An seinem Sterbeort wurde etwa im Jahr 1180 die Kirche von Stiklestad erbaut. Im Nationalen Kulturzentrum Stiklestad wird alljährlich um den 29. Juli das „Schauspiel vom Heiligen Olav“ (Spelet om Heilag Olav) aufgeführt.